# Iga Baumgart-Witan
Iga Baumgart-Witan (født 11. april 1989) er en polsk atlet, der konkurrerer i sprint . Hun repræsenterede sit land under sommer-OL 2012 i London, hvor hun kun deltog i 4 x 400 meter stafet uden at vinde nogen medaljer..
Hun vandt en guldmedalje i 4x400m mixed stafet og en sølvmedalje i kvindernes 4×400 meter stafet ved OL i Tokyo 2020.